# Lou Reed
Lewis Allen "Lou" Reed (født 2. marts 1942 i Brooklyn, død 27. oktober 2013 i New York) var en amerikansk rock'n'roll sanger og sangskriver. 
Lou Reed havde en vedvarende musikalsk indflydelse på punkrock og alternativ musik siden sin start. Han turnerede – både alene og sammen med The Velvet Underground – og indspillede plader så godt som uafbrudt siden 1965. Han boede hele sit liv i New York City, som der også er mange referencer til i hans sange.
Lou Reed skilte sig ud fra 1960'ernes andre rockpoeter, idet hans sociale engagement tog sit udgangspunkt i New Yorks undergrundsmiljø. Lou Reed har på sine pladeudgivelser beskæftiget sig med det moderne menneskes eksistentielle problemer.
Hans fascination havde først og fremmest rod i den velbjærgede narkomani og de seksuelle minoriteter fra New Yorks avantgardemiljø især omkring popkunstneren Andy Warhol, først med bandet The Velvet Underground og senere med en solokarriere. Han bevægede sig gennem 40 år frit svævende i ovenstående områder. Han var en udtryksstærk musiker, som brugte det eksistentielle sprog og spillede minimalistiske riffs på sin guitar.
Lou Reeds seneste arbejde var albummet Lulu, der blev indspillet i 2011 sammen med Metallica
Lou Reed blev 71 år gammel og døde 27. oktober 2013.

## Diskografi
| - Lou Reed (1972) - Transformer (1972) - Berlin (1973) - Sally Can't Dance (1974) - Metal Machine Music (1975) - Coney Island Baby (1976) - Rock 'n' Roll Heart (1976) - Street Hassle (1978) - The Bells (1979) - Growing Up in Public (1980) - The Blue Mask (1982) - Legendary Hearts (1983) - New Sensations (1984) - Mistrial (1986) - New York (1989) - Songs for Drella (med John Cale; 1990) - Magic and Loss (1992) - Set the Twilight Reeling (1996) - Ecstasy (2000) - The Raven (2003) - Lulu (2011) | - Rock n Roll Animal* (1974) - Lou Reed Livel* (1975) - Take no Prisoners* (1978) - Live in Italy* (1982) - Perfect Night, Live in London* (1999) - American Poet* (2002) - Animal Serenade* (2004) |